# Nikumanu Village
Nikumanu Village är en ort i Kiribati.   Den ligger i örådet Nikunau och ögruppen Gilbertöarna, i den sydöstra delen av landet, 500 km sydost om huvudstaden Tarawa. Nikumanu Village ligger 11 meter över havet och antalet invånare är 316. Den ligger på ön Nikunau Island.
Terrängen runt Nikumanu Village är mycket platt.  Närmaste större samhälle är Rungata, 6,3 km nordväst om Nikumanu Village. 